# Spartaeus abramovi
Spartaeus abramovi là một loài nhện trong họ Salticidae.
Loài này thuộc chi Spartaeus. Spartaeus abramovi được Dmitri Viktorovich Logunov & Azarkina miêu tả năm 2008.